# Gilberto Simoni
Gilberto Simoni (Palù di Giovo, 1971. augusztus 25. –) olasz profi kerékpáros. Kétszer nyerte meg a Giro d'Italiát, a Lampre Farnese Vini kerékpárcsapat versenyzője volt. 2010-ben visszavonult a versenyzéstől.

## Sikerei, díjai
- Giro d’Italia
  - győztes (2): 2001, 2003
- Tour de France
  - szakaszgyőztes (1): 2003
- Vuelta a España
  - szakaszgyőztes (2): 2000, 2001